# Typhlops koshunensis
Typhlops koshunensis е вид влечуго от семейство Typhlopidae.

## Разпространение
Видът е разпространен в Тайван.